# Magnolia delavayi
Espèce
Synonymes
- Lirianthe  delavayi (Franch.) N.H. Xia & C.Y. Wu
- Magnolia  carpunii Romanov & A.V.Bobrov

Statut de conservation UICN

 LC  : Préoccupation mineure
Magnolia delavayi Franch., le Magnolia de Delavay, est une espèce de plantes à fleurs de la famille des Magnoliacées. C'est un arbre endémique de Chine.

## Description
C'est un arbre.

## Répartition et habitat
Cette espèce est endémique de Chine où elle est présente dans les provinces du Guizhou, du Sichuan et du Yunnan.